# 浅草博徒一代
浅草博徒一代（あさくさばくと・いちだい）とは、1989年2月に筑摩書房より刊行された佐賀純一の著作である。後、ちくま文庫と新潮文庫に収録される。

## 佐賀と伊地知
茨城県土浦市在住の佐賀純一は内科医の傍ら、主に郷土史をテーマにした著作を発表している作家である。1990年代に図書新聞や筑摩書房から刊行された書籍群は斯界において高い評価を得ており、海外でも翻訳がされている。
新潮文庫に収録された菅野ヘッケルの解説によると佐賀が伊地知栄治（いじち えいじ、当時73歳）と出会ったのは1978年（昭和53年）の冬とある。診察に訪れた老人が発する独特の雰囲気に興味を持った作者が誘いを受けて、男が妻と暮らす家へ3日に一度の割合で通い始めたのに始まり炬燵を挟み翌年の春を迎えて老人が死ぬまでの静かな時間に、伊地知の渋いが良く通る声をテープレコーダーに録音した佐賀は、本人の没後も丁寧に歴史背景を掘り起こす作業を続け本作を完成させたとする。

## 背景
本書の構成は第1章から4章までの本章を前書き、後書きを挟んだ骨組みによる。導入部の前書きに続いて、第1章は15歳の「わたし」が悪縁に染まった契機から進められ、その後の人生の変転を淡々と辿り、最後の後書きで伊地知本人が佐賀に語らなかった秘密を婦人の口から伝えさせ物語が閉じている。
主人公の伊地知は1905年、宇都宮に生まれ15歳で深川で石炭商を営む叔父の家に下宿するが、悪所に浸り川並人足の部屋で寝起きしているところを代地（現在の柳橋辺り）の百瀬梅太郎親分（百瀬博教の父）の取持ちで浅草のバクチ打ちである山本修三（出羽屋）の一家で見習いとなる。男としての性根を認められて親子の盃をおろされて「博徒」となった伊地知は、賭博や殺人で刑務所に入り滅多にお目にかかれないような奇っ怪な人物たちとも交際をしている。思想や信条を持たずに自由主義で生きる「やくざ者」である。
そんな人生で会った人間達の、どうしようもない運命の嵐の中でもみくちゃにされながら身を切り刻まれる悲惨な運命を目撃し、土壇場に追い詰められた心の底から響いてくる「本当か、嘘か分からない」話を数十年後の佐賀に語っている。一人の博徒が見た、折り重なっていった「無名の人々の過去の記憶」が本作のテーマである。
郷土史の作家で医師である佐賀が「博徒一代」を執筆した動機の一つに、若年の頃にハワイの病院に勤務した日に重い病気となり異国で土となるかと思いをはせたとき、自分の姿を通して運命を前にした人間の小ささへの感慨が澱として残り、この老博徒の夜話に登場する人間たちへ共振した点を説明している。

## ボブ・ディランへの影響
本作の文章を、ボブ・ディランの『ラヴ・アンド・セフト』に、無断引用された。しかし佐賀は、抗議はせず「非常に光栄だ」と答えている。新潮文庫版のあとがきではディランに対して「心から感謝している」と述べている。この新潮文庫版ではディラン関連の翻訳・監修・著作を行っている菅野ヘッケルが解説を行っている。

## 既刊
- 浅草博徒一代 伊地知栄治のはなし（単行本、1989年2月、筑摩書房、ISBN 4-480-81269-5）
- 浅草博徒一代 伊地知栄治のはなし（文庫本、1993年4月、筑摩書房、ちくま文庫、ISBN 978-4480027313）
- 浅草博徒一代 アウトローが見た日本の闇（文庫本、2004年2月、新潮社、新潮文庫、ISBN 4-10-107521-2）